# Riorges
Riorges este o comună în departamentul Loire din sud-estul Franței. În 2009 avea o populație de 10.697 de locuitori.

## Evoluția populației
| An        | 1975  | 1982  | 1990  | 1999   | 2006   | 2009   |
| --------- | ----- | ----- | ----- | ------ | ------ | ------ |
| Populație | 9.355 | 8.986 | 9.865 | 10.074 | 10.255 | 10.697 |